# Кюхенмайстер, Герта
Ге́рта Кюхенма́йстер (нем. Herta Küchenmeister) — австрийская кёрлингистка.
В составе женской сборной Австрии участница чемпионата мира 1983 (заняли десятое место) и  чемпионата Европы 1981 (заняли девятое место). Трёхкратная чемпионка Австрии среди женщин.
Играла на позиции первого.

## Достижения
- Чемпионат Австрии по кёрлингу среди женщин: золото (1982, 1983, 1984, 1989), серебро (1985).

## Команды
| Сезон   | Четвёртый          | Третий             | Второй             | Первый             | Запасной            | Турниры                       |
| ------- | ------------------ | ------------------ | ------------------ | ------------------ | ------------------- | ----------------------------- |
| 1981—82 | Марианна Гартнер   | Эдельтрауд Куделка | Моника Хёльцль     | Герта Кюхенмайстер |                     | ЧАЖ 1982                      |
| 1982—83 | Герта Кюхенмайстер | Моника Хёльцль     | Эдельтрауд Куделка | Марианна Гартнер   |                     | ЧЕ 1982 (8 место)             |
| 1982—83 | Марианна Гартнер   | Эдельтрауд Куделка | Моника Хёльцль     | Герта Кюхенмайстер |                     | ЧАЖ 1983 · ЧМ 1983 (10 место) |
| 1983—84 | Эдельтрауд Куделка | Christl Nägele     | Моника Хёльцль     | Герта Кюхенмайстер | Ingrid Märker (ЧАЖ) | ЧЕ 1983 (14 место) · ЧАЖ 1984 |
| 1984—85 | Eva Nägele         | Antje Karrer       | Gertraud Küchl     | Герта Кюхенмайстер |                     | ЧАЖ 1985                      |

(скипы выделены полужирным шрифтом)